# 마르코 크로피우니츠키

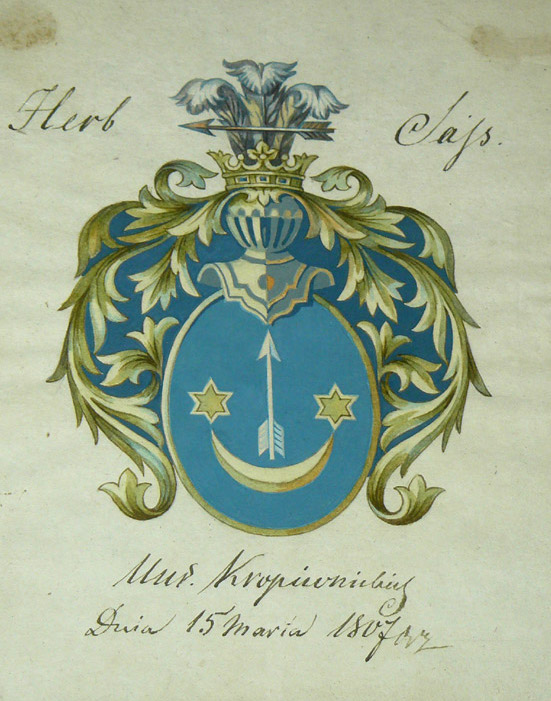
크로피우니츠키 가문의 문장

마르코 루키치 크로피우니츠키(우크라이나어: Марко Лукич Кропивницький; 1840년 22 May(율리우스력 7 May) – 1910년 21 April(율리우스력 8 April))는 우크라이나의 작가, 극작가, 작곡가, 연극 배우 겸 감독이었다. 생애 동안 크로피우니츠키는 40편의 희곡을 쓰고 500개 이상의 다양한 레퍼토리 역할에서 연기했으며 여러 곡을 작곡했다.
1875년, 그는 테오필리아 로마노비치(Theophilia Romanovich)의 초청으로 루스카 베시다(Ruska Besida, 영어: Ruthenian conversation) 연극 협회에 참여했으며, 최초의 전문 우크라이나 극장인 루스카 베시다 극장의 설립자 중 한 명으로 평가받는다.

## 어린 시절
마르코 루키치 크로피우니츠키는 1840년 5월 7일 러시아 제국의 헤르손현에 속했던 베즈바이락키 마을(현재 크로피우니츠케)에서 귀족인 루카 이바노비치(Luka Ivanovych)와 카피톨리나 이바니우나(Kapitolina Ivanivna, 결혼 전 성은 두브로빈스카) 크로피우니츠키(Kropyvnytskyi)의 아들로 태어났다.

## 초기 경력
1862년 청강생으로서 크로피우니츠키는 키이우 대학교 법학부 수업을 들었다. 키이우 극장에서 본 멜로드라마에 깊은 감명을 받은 그는 "미키타 스타로스텐코, 또는 재앙이 언제 닥칠지 알 수 없다"(우크라이나어: Микита Старостенко, або Незчуєшся, як лихо спобіжить)라는 희곡을 썼다. 그는 나중에 이 작품을 미숙한 작가의 시도라고 비판했다. 현재 이 희곡은 수많은 근본적인 수정을 거친 버전으로 알려져 있다. 크로피우니츠키는 여러 이유로 교육을 마치지 못했지만, 특히 엘리사베트그라드(Elisavetgrad)로 이주한 후 그곳에 도서관이 있었기에 꾸준히 스스로 지식을 보완했다. 그곳에서 그는 로버트 오언, 존 스튜어트 밀, 윌리엄 셰익스피어, 바이런 경, 요한 볼프강 폰 괴테, 하인리히 하이네, 알렉상드르 뒤마, 조르주 상드, 윌리엄 메이크피스 새커리 등 많은 작가들과 교류할 기회를 가졌다. 공직 생활에서 크로피우니츠키는 예술과 아마추어 공연에 대한 헌신 때문에 거의 승진하지 못했고, 종종 수입을 완전히 잃기도 했다.
1871년, 크로피우니츠키는 전문 배우 극단에 합류하여 오데사의 모르코프 백작(Count Morkov) 극단에서 일하기로 합의했다. 그는 러시아 극단에서 10년 이상을 보내면서 훌륭한 연극 경험을 쌓았고, 연극 장르의 특정 규칙과 사회에서 연극의 위치를 철저히 연구했다.
1872년 오데사 신문 "노보로시스크 텔레그래프(Novorossiysk Telegraph)"는 크로피우니츠키의 두 편의 뮤지컬 코미디인 "화해된 자(Reconciled)"와 "신은 고아를 보호하리라, 또는 예기치 못한 제안(God will protect an orphan, or Unexpected Proposal)"을 발행했다.
1875년, 크로피우니츠키는 갈리치아(Galicia)로 순회공연을 떠나 "루테니아 대화(Ruthenian talk)" 극단의 배우 겸 감독으로 일했다. 그는 극장의 레퍼토리와 예술적 스타일을 현실주의와 민족적 특성에 맞게 바꾸려는 노력을 기울였다.

## 코리페 극단 창설
1881년, 우크라이나 극장에 대한 금지가 폐지되었다. 여전히 많은 제한과 규제가 있었지만, 키이우, 하르키우, 오데사에 우크라이나 극단이 생겨났다. 그러나 이러한 극단들은 무대 예술의 극적인 변화를 추구했던 크로피우니츠키를 만족시키지 못했다. 1882년, 그는 자신의 극단을 조직했고, 약 1년 후 미하일로 스타리츠키 극단과 합병하여 마르코 크로피우니츠키가 그곳의 주도적인 감독이 되었다. 우크라이나 전문 극장의 역사에 새로운 시대가 열린 것이다. 마리야 잔코베츠카, 미콜라 사도우스키, 이후 M. 사도프스카-바릴로티, 파나스 삭사간스키, 이반 카르펜코-카리와 같은 많은 유명 배우들이 크로피우니츠키의 극단에서 연기했다.
초창기에 크로피우니츠키는 주로 코미디 작품을 썼는데, "화해된 자(Reconciled)" (1869), "신은 고아를 보호하리라, 또는 예기치 못한 제안(God will protect an orphan, or Unexpected Proposal)" (1871), "배우 시니차(Actor Sinitsa)" (1871), "재조사(A revision)" (1882), "콧수염(Mustache)" (1885) 등이 있다.

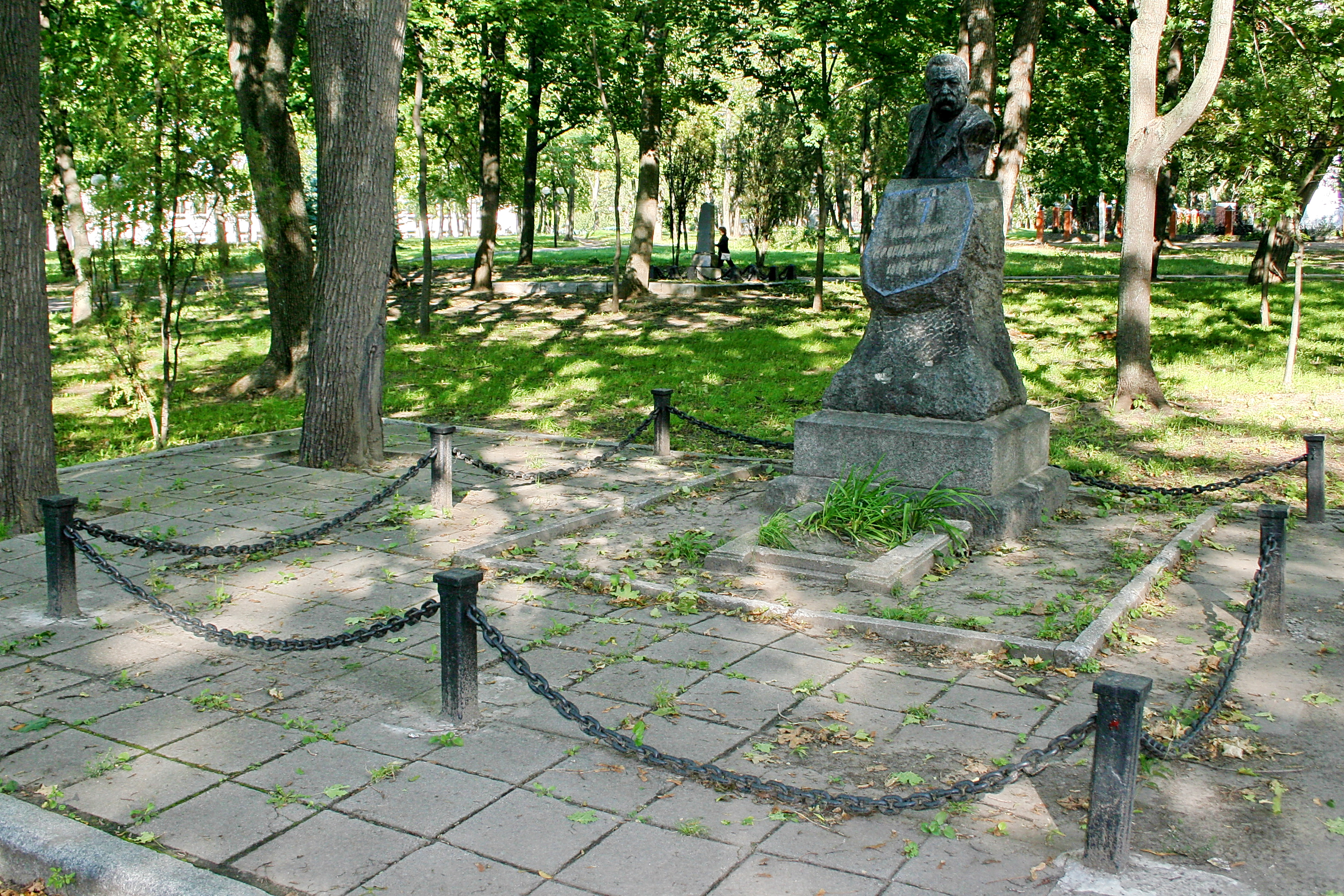
하르키우에 있는 마르코 크로피우니츠키의 무덤

## 말년
1890년대에 크로피우니츠키는 자신의 작품을 여러 차례 "그림"이라고 불렀다. 예를 들어, 그의 "농촌 운동의 그림" ("코논 블리스카비첸코", 1902, "힘든 날", 1906), "농촌 생활의 그림" ("늙은 암캐와 어린 새싹", 1908) 등이 있다.
말년에 건강 악화로 인해 농가에 정착해야 했음에도 불구하고, 크로피우니츠키는 연극 공연에 참여하기 위해 자주 여행을 다녔고, 계속해서 희곡을 썼다. 크로피우니츠키는 농부와 그 자녀들을 위한 학교 조직에 힘썼고, 민속 모티프를 사용하여 어린이들을 위한 두 편의 희곡("이바식-텔레식", "지팡이의 물결 위에")을 창작했으며, 농장에서 그 작품들을 무대에 올리는 작업을 했다.
크로피우니츠키는 1910년 4월 21일 오데사에서 순회공연을 마치고 돌아오던 길에 사망했다. 그는 하르키우에 묻혔다.

## 유산

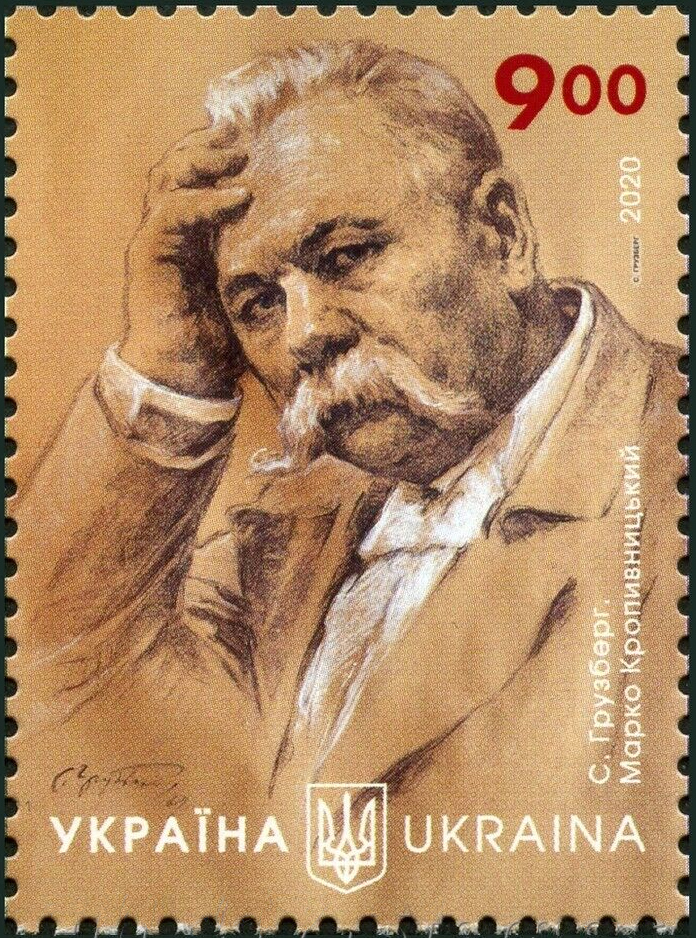
2020년 우크라이나 우표에 새겨진 크로피우니츠키

2016년 7월, 키로보흐라드(Kirovohrad)시는 그의 이름을 따서 크로피우니츠키로 개명되었다.
2008년, 마르코의 손자 이호르 크로피우니츠키(Ihor Kropyvnytskyi)는 다음과 같이 말했다. "마르코 크로피우니츠키가 잔인한 민족 억압 속에서 창조한 전문 극장은 수년 동안 억압받는 민족의 문화 부흥의 주요 원천 중 하나였다. 특히 당시 많은 우리 동포들이 문맹이어서 타라스 셰우첸코, 마르코 보우초크, 이반 프란코 등 우크라이나 작가들의 훌륭한 시와 이야기를 읽을 수 없었다는 점을 고려하면 더욱 그렇다. 마르코 크로피우니츠키 극장은 우크라이나 문화의 발전뿐만 아니라 우크라이나인들의 삶에서 중요한 사회정치적 역할을 수행했으며, 수십 년 후 독립 우크라이나 국가가 건설되는 중요한 정신적 토대 중 하나가 되었다."
막심 릴스키는 크로피우니츠키에 대해 다음과 같이 썼다. "고개를 숙이자. 천재가 여기에 있었으니, 그는 사람들을 위해 일하고 고통받았네, 사람들이 공정하게 대우받도록, 땅에 정원의 꽃이 피어나도록"(우크라이나어: Схилим чоло: тут віяв геній, Народу син творив тут і страждав, Щоб для народу домогтися прав, Щоб на землі сади цвіли зелені...).

## 같이 보기
- 미콜라 보로니